# Epitone
Epitone - Various Swe Skatecore är ett samlingsalbum utgivet av Bad Taste Records den 11 december 1994. På skivan medverkar fem artister: Venerea, Millencolin, Astream, One Chord Wonders och Satanic Surfers. Skivan var den andra att ges ut på bolaget Bad Taste Records.

## Låtlista
1. Venerea - "Little Billie John" - 2:08
2. Millencolin - "Melancholy Protection" - 1:29
3. Millencolin - "A Bit of Muslin" - 1:59
4. Astream - "Not Good Enough" - 1:51
5. One Chord Wonders - "Summer Is the Time to Be" - 3:22
6. One Chord Wonders - "Where Did the Summer Go?" - 2:09
7. Satanic Surfers - "Waves of Blood" - 2:34
8. Satanic Surfers - "How You Relate" - 2:06

### Fotnoter
1. ↑  ”Epitone”. Bad Taste Records. Arkiverad från originalet den 26 augusti 2010. https://web.archive.org/web/20100826045604/https://www.badtasterecords.se/records.asp?id=61. Läst 1 januari 2012.